# 法国地理
法国是一个位于欧洲西部的国家，位于北纬42度和51度之间。法国西临大西洋，西北与英国隔英吉利海峡相望，东北部与比利时、卢森堡和德国相接，东面和瑞士为邻，东南与意大利相连，南边则是地中海并和西班牙接壤。至2009年1月1日止，法国全国人口为65,073,482人，其中本土人口为62,448,977人，海外省2,624,505人，在欧盟中仅次于德国，位列第二。法国国土呈六角形状，对边距离大约为一千公里，国土面积达632,834平方公里，其中海外省占88,868平方公里。法国地势较低，全国三分之二的地区低于海拔250米。东南部地势较高，有中央高原、朗格尔高原。北部和西部主要是平原和低矮丘陵。法国境内河流众多，纵横交错，主要的河流有塞纳河、加龙河、卢瓦尔河和罗讷河。

## 地形

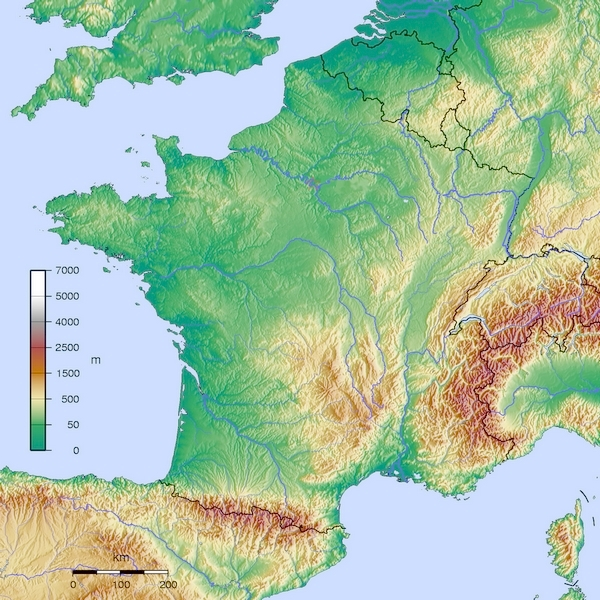
法國的地形圖，不包括所有領土。

法国地势的主要特征是东南高、西北低。西北部是以平原和丘陵为主的海西区块，东南部则是以山地高原为主的阿尔卑斯区块。两者的分界线呈一个倒写的“S”形状。平原和丘陵占土地面积的四分之三，其中平原占三分之二；高原和山地占其余的四分之一，其中高原占五分之一。东部是阿尔卑斯山脉和汝拉山脉；中南部为中央高原；西南边境有比利牛斯山脉；中央高原和比利牛斯山地间的西南地区为阿基坦盆地；北部是巴黎盆地；西北部为阿摩里卡丘陵。位于法国和意大利边境的勃朗峰是欧洲海拔最高的山峰。

## 边界
法国领土与十一个国家接壤，其中包括海外省与海外领土。法国陆地国境线总长有4082千米，其中：
| - 730千米与巴西接壤（法属圭亚那）， - 623千米与西班牙接壤， - 620千米与比利时接壤， - 573千米与瑞士接壤， - 510千米与苏里南接壤（法属圭亚那）， - 488千米与意大利接壤， | - 451千米与德国接壤， - 73千米与卢森堡接壤， - 56千米与安道尔接壤， - 10.2千米与荷兰王国接壤（在圣马丁岛，与荷屬聖馬丁接壤）， - 4.4千米与摩纳哥接壤， |  |
法国海岸线长度为3085千米。海拔最低的地点在莱莫埃尔（Les Moëres），海拔只有 - 4 米；海拔最高处在勃朗峰，达到4810米。

## 气候
法国南部属地中海气候，冬季温暖湿润，夏季炎热干燥。西北部则为温带海洋性气候，全年温差较小，终年湿润多雨，日照较少。东北部离海较远，偏大陆性气候，夏季炎热多雨，冬季寒冷干燥。除山地外，法国年降雨量在500到800毫米之间，降雨量由西至东逐渐减少。

## 河流
法国境内河流众多，水网纵横交错，主要的河流有五大河：塞纳河、加龙河、卢瓦尔河、莱茵河和罗讷河。孕育了法国首都巴黎的塞纳河是法国北部大河，全长780公里，流域总面积为78,700平方公里。法国最长的河流是卢瓦尔河。它全长1020千米，流域面积约12.1万平方千米，源出临地中海岸的塞文山脉南麓，于布列塔尼半岛南面注入大西洋。罗纳河也是著名的文化大河，起自法国东北部，全长812千米，流域面积9.7万平方千米，在中央高地和阿尔卑斯山前地带之间流过，后转向南方，穿过里昂市流入地中海。加龙河起于法国西南部，穿越法国和西班牙，全长575公里，通过法国西部的波尔多市流入大西洋的比斯开湾。发源于瑞士境内，有着深厚文化传统的的莱茵河也经过法国，其经过法国的一段是法国和德国的边界。

## 行政区划

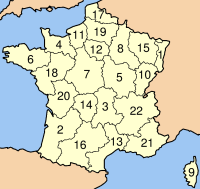
法国的大区及其编号

2016年法国政区改革方案

法国全国划为24个主要行政区域，其中有法国本土的13个大区（包含科西嘉单一领土集体）、5个海外大区，5个海外集体和1个特殊集体新喀里多尼亚。大区以下一级的行政区域是省（département），省以下分为区（arrondissement），区以下分为縣（canton），县以下再分为市镇（commune）。法国本土一共有96个省，322个区，3879个县和36529个市镇。
- 13个位于法国本土的大区（包括科西嘉）：
  - 大东部
  - 新阿基坦
  - 奥弗涅-罗讷-阿尔卑斯
  - 勃艮第-弗朗什-孔泰
  - 布列塔尼
  - 中央-卢瓦尔河谷
  - 科西嘉
  - 法兰西岛
  - 奥克西塔尼
  - 上法兰西
  - 诺曼底
  - 卢瓦尔河地区
  - 普罗旺斯-阿尔卑斯-蓝色海岸
- 5个海外大区（每一个也同时是一个海外省）：
  - 瓜德罗普
  - 法属圭亚那
  - 马提尼克
  - 留尼汪
  - 马约特

## 城市
法国最大的城市是首都巴黎。巴黎位于法国中北部，是一座有三千多年的历史的古城，也是法国政治、经济、金融和文化的中心。第三大城市里昂位于中部偏东南，靠近阿尔卑斯山脉，和巴黎一样也是法国乃至欧洲的金融中心之一。南部的马赛是历史悠久的港口城市，附近的尼斯则是法国著名的旅游中心和度假胜地。北部最大的城市里尔是传统的工业城市，但艺术文化气息同样浓厚，在2004年获得欧洲文化之都的称号。西南部的波尔多是著名的葡萄酒之乡，附近地区都是最高档的法国葡萄酒的产地。其它的大城市还有西北部的南特与布雷斯特、法德交界的斯特拉斯堡、西南的航空航天中心图卢兹等等。

## 土地利用
法国本土陆地面积达到5491.9万公顷，其中超过百分之六十为农牧业用地，31.2%为耕地，17.6%为牧场，27.1%为森林。农业用地的96%为家庭所有。传统的农业种植分布为：中北部地区主要生产谷物、油料作物、蔬菜和甜菜，西部和中部山地产饲料作物，地中海沿岸和西南部地区为多年生作物如葡萄等水果的主要产地。